# تارنسیو
تارنسیو (به سوئدی: Tärnsjö) یک منطقهٔ مسکونی در سوئد است که در شهرستان هبی واقع شده‌است.

## خصوصیات
تارنسیو ۱٫۸۹ کیلومترمربع مساحت و ۱٬۲۲۱ نفر جمعیت دارد.